# Alcaig
Alcaig  is een dorp in de buurt van Conon Bridge in Ross and Cromarty in de Schotse Hooglanden.